# Baltisch voetbalkampioenschap 1926/27
In 1926/27 werd het vijftiende voetbalkampioenschap gespeeld dat georganiseerd werd door de Baltische voetbalbond. Titania Stettin werd kampioen en plaatste zich voor de eindronde om de Duitse landstitel waar de club in de eerste ronde verloor van Holstein Kiel met 9-1. VfB Königsberg mocht als vicekampioen ook aantreden en kreeg net als Titania dezelfde tegenstander als het voorgaande jaar voorgeschoteld, Hertha BSC en ook deze keer verloor VfB. Het was zelfs al de derde keer op rij dat Hertha de club uitschakelde.

## Deelnemers aan de eindronde
| Club                          | Gekwalificeerd als            |
| ----------------------------- | ----------------------------- |
| SV Schutzpolizei Danzig       | Kampioen van Danzig           |
| VfB Königsberg                | Kampioen van Oost-Pruisen     |
| Stettiner FC Titania          | Kampioen van Pommeren         |
| SV Neufahrwasser 1919         | Vicekampioen van Danzig       |
| SV Prussia-Samland Königsberg | Vicekampioen van Oost-Pruisen |
| Stettiner SC                  | Vicekampioen van Pommeren     |

## Eindstand
| Plaats | Club                          | Wed. | W | G | V | Saldo | Ptn. |
| ------ | ----------------------------- | ---- | - | - | - | ----- | ---- |
| 1.     | Stettiner FC Titania          | 5    | 4 | 1 | 0 | 10:3  | 9:1  |
| 2.     | VfB Königsberg                | 5    | 4 | 0 | 1 | 23:4  | 8:2  |
| 3.     | Stettiner SC                  | 5    | 3 | 0 | 2 | 19:16 | 6:4  |
| 4.     | Schutzpolizei Danzig          | 5    | 2 | 0 | 3 | 13:19 | 4:6  |
| 5.     | SV Prussia Samland Königsberg | 5    | 1 | 1 | 3 | 8:15  | 3:7  |
| 6.     | SV Neufahrwasser 1919         | 5    | 0 | 0 | 5 | 6:24  | 0:10 |

|  | Kampioen                 |
|  | Geplaatst voor eindronde |